# بارك إن هيوك
بارك إن هيوك (29 ديسمبر 1995 بسول في كوريا الجنوبية - ) هو لاعب كرة قدم كوري جنوبي في مركز الهجوم. شارك مع منتخب كوريا الجنوبية تحت 20 سنة لكرة القدم. أما مع النوادي، فقد لعب مع إف إس في فرانكفورت ونادي هوفنهايم.

## وصلات خارجية
- بارك إن هيوك على موقع دوري كوريا الجنوبية (الإنجليزية)
- بارك إن هيوك على موقع قاعدة بيانات كرة القدم.إي يو (الإنجليزية)
- بارك إن هيوك على موقع Soccerway.com (الإنجليزية)
- بارك إن هيوك على موقع عالم كرة القدم.نت (الإنجليزية)